# جون بيرشنغ
جون جوزيف بيرشنغ (بالإنجليزية: John J. Pershing) (13 سبتمبر 1860 في بمنطقة لين كاونتي بولاية ميزوري - 15 يوليو 1948 في واشنطن دي سي) كان جنرال في القوات الأمريكية خلال الحرب العالمية الأولى، وقائد للقوات الأمريكية والحرب الأمريكية الإسبانية الحرب ضد الهنود الحمر.

## حياته
ولد جون عام 1860 كأول طفل من بين ستة إخوة، دخل بين عامي 1882 و1886 حيث كان والده تاجرا هناك وعمل بيرشنج مدرسا لفترة قبل أن يلتحق بالأكاديمية العسكرية الأمريكية في ويست بوينت بعد نجاحه وإكماله دورته التكوينية في ويست

## حياته العسكرية
شارك بعد ذلك في الحملة ضد قبائل الأباتشي الهندية في الجنوب الغربي الأمريكي وطارد قبائل هنود السو عقب معركة الركبة المجروحة بولاية داكوتا الجنوبية عام 1891.ثم عاد للعمل في التدريس فعمل أستاذًا للتاريخ العسكري في جامعة نبراسكا، وحصل على شهادة جامعية في القانون.

### الحرب الأمريكية الإسبانية
قاد النقيب بيرشنج سرية سلاح الفرسان العاشرة المكونة من الجنود الأمريكين ذوي الأصول الأفريقية، وأدى ذلك بالإضافة إلى صرامته وعدم حبه للمزاح في إطلاق لقب «جاك الاسمر» عليه، وهو اللقب الذي لازمة حتى الوفاة. شارك بيرشنج وجنوده في عدة معارك خلال الحرب في كوبا منها «ايل كيه ني» و«كيتل هيل»، وقاتل بصورة مميزة فيها مما أثار اعجاب الرئيس الأمريكي ثيودور روزفلت.ثم انتقل بيرشنج من كوبا - عقب تعافيه من الملاريا التي اصيب بها في كوبا. - إلى الفلبين عام 1899 وعمل كملحق عسكري في اليابان، ثم كمراقب في الحرب الروسية اليابانية خلال الفترة من 1905 إلى 1909. وتقديرا لبلاءه العسكري المتميز رقاه الرئيس روزفلت من رتبة نقيب إلى رتبة العميد مباشرة عام 1909، متجاوزا حوالي ال900 ضابط في الأقدمية.

### الحملة علىالمكسيك
بعد الخدمة في الشرق الأقصى تولى قيادة المنطقة العسكرية في سان فرانسيسكو وفي 9 مارس 1916 قاد قوة عسكرية منطلقا من الولايات المتحدة إلى المكسيك من أجل تاديب قوات الثوار المكسيكين بقيادة بانشو فيلا. التي كانت قد قامت بغارة على مدينة كولمبس في نيو مكسيكو. فشلت الحملة في القبض علىبانشو فيلا ولكنها نجحت في تحجيم قواته وتدمير جزء كبير منها.و أثناء مطاردة بانشو فيلا توفيت زوجته وابنتاه في حريق بمنزل الأسرة في سان فرانسيسكو.

### الحرب العالمية الأولى
قاد بيرشنج القوات الأمريكية للتدخل السريع خلال الحرب العالمية الأولى في أوروبا. حيث عين قائدا لها 12 مايو 1917. وصل بيرشنج إلى فرنسا في 23 يونيو من نفس العام، وواجه ضغوط الحلفاء من أجل تخصيص قواته لدعم الوحدات الفرنسية والإنجليزية على خطوط القتال، ولكنه اصر على أن تكون قواته وحدة واحدة منفصلة ومميزة وتتحمل مسئولية منطقة ما. ولكنه تنازل عن موقفه مرة وحيدة حين امد بعض الوحدات الفرنسية المدافعة ضد الهجوم الألماني في ربيع 1918. ثم عاد وسحب قواته بعد أن عزز الحلفاء مواقعهم. قاد بيرشنج القوات الأمريكية للتدخل السريع لتشترك في صيف 1918 في القتال في معارك إقليم اللورين، ثم بدا العمليات الهجومية ليحول العمليات الثابتة وحرب الخنادق إلى حرب مناورات. استطاعت قواته صد الألمان في أثناء هجومهم على أون مارن في 25 يوليو إلى 2 أغسطس 1918.ثم صدهم في منطقة سان ميغيل من 25 سبتمبر إلى توقيع الهدنة في 11 نوفمبر 1918. في أثناء قيادته للقوات الأمريكية للتدخل السريع رقى إلى رتبة اللواء في 1917 ثم إلى فريق أول في نفس العام

## بعد الحرب
عقب عودته إلى الولايات المتحدة رقى إلى رتبة قائد الجيوش الأمريكية وهي الرتبة التي كان يحملها قبله جورج واشنطون فقط تولى منصب رئيس اركان الجيش في الفترة من 1921 إلى 1924 حيث ترك الخدمة ثم تولى منصب لجنة الثار الحربية الأمريكية وتفرغ لكتابة مذكراته.

## فكره العسكري
يعتبر بيرشنج من أهم العسكريين الأمريكين في مطلع القرن العشرين. وأشرف على تطوير القوات الأمريكية من مجرد مجموعات وحدات فرسان صغيرة إلى جيش متطور يستخدم الأسلحة الحديثة مثل المدرعات والطائرات والمدافع الرشاشة. وتعتبر قدرته على تنظيم جيش مكون من مليون رجل خلال الحرب العالمية الأولى وصموده امام الضغوط السياسية عملا مميزا. كما أنه ادخل نظام اركان مكون ركن إدارة وركن استخبارات وركن عمليات وركن إمداد وتجهيز وهو النظام المتبع في الجيش الأمريكي حتى الآن. وكان لتطويره نظام الأركان بالغ الأثر في التأثير على العمليات في الحرب العالمية الثانية.

## وفاته
تدهورت صحته ودخل المستشفى في من نهاية 1941 حتى وفاته في 15 يوليو 1948

## روابط خارجية
- جون بيرشنغ على موقع IMDb (الإنجليزية)
- جون بيرشنغ على موقع الموسوعة البريطانية (الإنجليزية)
- جون بيرشنغ على موقع مونزينجر (الألمانية)
- جون بيرشنغ على موقع ميوزك برينز (الإنجليزية)
- جون بيرشنغ على موقع إن إن دي بي (الإنجليزية)
- جون بيرشنغ على موقع ديسكوغز (الإنجليزية)
- جون بيرشنغ على موقع قاعدة بيانات الفيلم (الإنجليزية)